# Bajo Nuevo

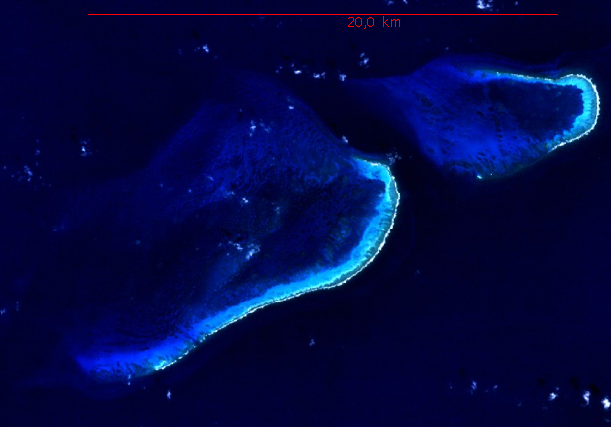
Satellitbild över Bajo Nuevo

Bajo Nuevo Bank är ett obebott rev med några mindre öar, som tillhör USA, men även Colombia, Jamaica, Nicaragua och möjligen även Honduras gör anspråk på öarna. 
Colombia är närmast att få revet, ibland ses även Colombia som ägare över revet. Revet fanns först på nederländska kartor från 1634. Det största sammanhängande landområdet är Low cay som är 300 meter lång och 40 meter bred (cirka 1 hektar), där finns även en fyr.